# Faida di Locri
La faida di Locri è una faida di 'ndrangheta scoppiata nel comune di Locri negli anni '60 e ripresa dopo 24 anni nel 1993 e riconclusa nel 2010 tra le 'ndrine dei Cataldo e dei Cordì.
Nel 2010 dopo ben oltre quarant'anni dall'omicidio di Domenico Cordì nel 1967 la Direzione Investigativa Antimafia ritiene che sia siglata una pace tra le due fazioni.

## Eventi degli anni '60
- 23 giugno 1967 - Domenico Cordì muore nella strage di Piazza Mercato a Locri[4].
- 1969 - Vengono uccisi per ritorsione Giuseppe e Domenico Marafioti.

## Eventi degli anni '90 - 2000
- 4 luglio 1993 - Tentato omicidio di Giuseppe Cataldo.[1]
- 19 aprile 1994 - Graziano Paciullo, vicino ai Cataldo, muore[1].
- 1995 - Damiano Zucco vicino ai Cataldo e l'innocente Giuseppe Caserta.[1]
- Marzo 1996 - Tentato omicidio a Vittorio Parrotta e Lorenzo Spilinga, vicini ai Cataldo.[1]
- Luglio 1996 - Viene ucciso Antonio Iemma, cognato di Giuseppe Cataldo.[1]
- 1997 - Viene ucciso Giuseppe Ursino.[1]
- 1997 - Viene ucciso Pietro Dotto.[1]
- 4 settembre 1997 - Viene ucciso Vittorio Parrotta.[1]
- 13 ottobre 1997 - Viene ucciso a Locri, lungo il torrente Novito il capobastone Cosimo Cordì, il nipote Salvatore Cordì rimane ferito e subito dopo muore Giuseppe Calimero vicino ai Cataldo.[5][1]
- 15 ottobre 1997 - Muore l'incensurato Salvatore Zucco.[1]
- 18 ottobre 1997 - Domenico Cataldo (1935 - 1998), fratello di Giuseppe viene ferito.[1]
- 14 gennaio 1998 - Viene ucciso Vincenzo Cataldo (1946 - 1998), fratello di Giuseppe.[1]
- 13 febbraio 1998 - Muore Agostino Dieni.[1]
- 18 febbraio 1998 - Muore Maurizio Schirripa.[1]
- 2000 - Muore Bruno Ursino, nipote di Giuseppe Ursino.[1]
- 2000 - Muore Pietro Caccamo vicino ai Cataldo.[1]
- 13 luglio 2000 - Vengono uccisi Domenico D'Agostino e Antonio Condemi[6].
- 30 agosto 2001 - Muore Pietro Mina.[1]
- Febbraio 2005 - Muore Giuseppe Cataldo (1970 - 2005), nipote del boss Giuseppe Cataldo.[7][1]
- 31 maggio 2005 - Viene ucciso Salvatore Cordì (1954 - 2005), figlio di Domenico ucciso nel '67 e nipote di Cosimo Cordì ucciso nel 1997 e Antonio Cordì detto u ragiunieri.[8][7][1]